# 鈴木善幸内閣
鈴木善幸内閣（すずきぜんこうないかく）は、衆議院議員、自由民主党総裁の鈴木善幸が第70代内閣総理大臣に任命され、1980年（昭和55年）7月17日から1981年（昭和56年）11月30日まで続いた日本の内閣。

## 内閣の顔ぶれ・人事
所属政党・出身

  自由民主党   民間・中央省庁

### 国務大臣
| 職名                              | 氏名       | 氏名 | 出身等                         | 特命事項等 | 備考                                                                                          |
| --------------------------------- | ---------- | ---- | ------------------------------ | ---------- | --------------------------------------------------------------------------------------------- |
| 内閣総理大臣                      | 鈴木善幸   |      | 衆議院 自由民主党 （鈴木派）   |            | 自由民主党総裁（西村裁定で選出）                                                              |
| 法務大臣                          | 奥野誠亮   |      | 衆議院 自由民主党 （無派閥）   |            | 再入閣                                                                                        |
| 外務大臣                          | 伊東正義   |      | 衆議院 自由民主党 （鈴木派）   |            | 第2次大平内閣で大平の急死のため 内閣総理大臣臨時代理を務めた 再入閣（横滑り） 1981年5月18日免 |
| 外務大臣                          | 園田直     |      | 衆議院 自由民主党 （無派閥）   |            | 厚生大臣から移動 1981年5月18日任                                                              |
| 大蔵大臣                          | 渡辺美智雄 |      | 衆議院 自由民主党 （無派閥）   |            | 再入閣                                                                                        |
| 文部大臣                          | 田中龍夫   |      | 衆議院 自由民主党 （福田派）   |            | 再入閣                                                                                        |
| 厚生大臣                          | 斎藤邦吉   |      | 衆議院 自由民主党 （鈴木派）   |            | 再入閣 1980年9月19日免                                                                        |
| 厚生大臣                          | 園田直     |      | 衆議院 自由民主党 （無派閥）   |            | 再入閣 1980年9月19日任 1981年5月18日免                                                        |
| 厚生大臣                          | 村山達雄   |      | 衆議院 自由民主党 （鈴木派）   |            | 再入閣 1981年5月18日任                                                                        |
| 農林水産大臣                      | 亀岡高夫   |      | 衆議院 自由民主党 （田中派）   |            | 再入閣                                                                                        |
| 通商産業大臣                      | 田中六助   |      | 衆議院 自由民主党 （鈴木派）   |            | 再入閣 前筆頭副幹事長                                                                         |
| 運輸大臣                          | 塩川正十郎 |      | 衆議院 自由民主党 （福田派）   |            | 初入閣                                                                                        |
| 郵政大臣                          | 山内一郎   |      | 参議院 自由民主党 （鈴木派）   |            | 初入閣                                                                                        |
| 労働大臣                          | 藤尾正行   |      | 衆議院 自由民主党 （福田派）   |            | 初入閣                                                                                        |
| 建設大臣                          | 斉藤滋与史 |      | 衆議院 自由民主党 （田中派）   |            | 初入閣                                                                                        |
| 自治大臣 国家公安委員会委員長     | 石破二朗   |      | 参議院 自由民主党              |            | 初入閣 1980年12月17日免（病気）                                                               |
| 自治大臣 国家公安委員会委員長     | 安孫子藤吉 |      | 参議院 自由民主党              |            | 初入閣 1980年12月17日                                                                         |
| 内閣官房長官                      | 宮澤喜一   |      | 衆議院 自由民主党 （鈴木派）   |            | 再入閣                                                                                        |
| 総理府総務長官 沖縄開発庁長官     | 中山太郎   |      | 参議院 自由民主党 （福田派）   |            | 初入閣                                                                                        |
| 行政管理庁長官                    | 中曽根康弘 |      | 衆議院 自由民主党 （中曽根派） |            | 再入閣                                                                                        |
| 北海道開発庁長官 国土庁長官       | 原健三郎   |      | 衆議院 自由民主党 （中曽根派） |            | 再入閣                                                                                        |
| 防衛庁長官                        | 大村襄治   |      | 衆議院 自由民主党 （田中派）   |            | 初入閣                                                                                        |
| 経済企画庁長官                    | 河本敏夫   |      | 衆議院 自由民主党 （河本派）   |            | 再入閣                                                                                        |
| 科学技術庁長官 原子力委員会委員長 | 中川一郎   |      | 衆議院 自由民主党 （中川G）    |            | 再入閣                                                                                        |
| 環境庁長官                        | 鯨岡兵輔   |      | 衆議院 自由民主党 （河本派）   |            | 初入閣                                                                                        |

### 内閣官房副長官・内閣法制局長官・総理府総務副長官
| 職名             | 氏名       | 出身等                       | 備考                                       |
| ---------------- | ---------- | ---------------------------- | ------------------------------------------ |
| 内閣官房副長官   | 瓦力       | 衆議院／自由民主党（鈴木派） | 政務担当                                   |
| 内閣官房副長官   | 翁久次郎   | 官僚                         | 事務担当、留任                             |
| 内閣法制局長官   | 角田禮次郎 | 官僚                         | 留任                                       |
| 総理府総務副長官 | 佐藤信二   | 衆議院／自由民主党（田中派） | 政務担当                                   |
| 総理府総務副長官 | 菅野弘夫   | 官僚                         | 事務担当、留任 1981年（昭和56年）1月23日免 |
| 総理府総務副長官 | 川村皓章   | 官僚                         | 事務担当 1981年（昭和56年）1月23日任       |

## 政務次官
1980年（昭和55年）7月18日任命。
- 法務政務次官 - 佐野嘉吉
- 外務政務次官 - 愛知和男
- 大蔵政務次官

保岡興治
浅野拡: - 1981年（昭和56年）5月15日 /藤井裕久: 1981年（昭和56年）5月19日 -
- 文部政務次官 - 石橋一弥
- 厚生政務次官 - 大石千八
- 農林水産政務次官 - 志賀節・野呂田芳成
- 通商産業政務次官 - 野田毅・山本富雄
- 運輸政務次官 - 三枝三郎
- 郵政政務次官 - 渡辺紘三
- 労働政務次官 - 深谷隆司
- 建設政務次官 – 住栄作
- 自治政務次官 - 北川石松
- 行政管理政務次官 - 堀内光雄
- 北海道開発政務次官 - 中村啓一
- 防衛政務次官 - 山崎拓
- 経済企画政務次官 - 中島源太郎
- 科学技術政務次官 - 高平公友
- 環境政務次官 – 福島茂夫
- 沖縄開発政務次官 - 岩崎純三
- 国土政務次官 - 大塚雄司